# Serbie-et-Monténégro
4 février 2003 – 5 juin 2006
(3 ans, 4 mois et 1 jour)
Entités précédentes :
- République fédérale de Yougoslavie

Entités suivantes :
- République du Monténégro
- République de Serbie

La Serbie-et-Monténégro, en forme longue la communauté d'États de Serbie-et-Monténégro (en serbe Државна заједница Србија и Црна Гора / Državna zajednica Srbija i Crna Gora) est une ancienne république fédérale d'Europe située dans la péninsule balkanique. Elle est constituée de la république de Serbie (incluant les provinces autonomes du Kosovo et de Voïvodine) et de la république du Monténégro (qui donnait à la fédération son accès à la mer Adriatique). Elle a une frontière commune avec l'Albanie, l'ancienne république yougoslave de Macédoine (aujourd'hui Macédoine du Nord), la Bulgarie, la Roumanie, la Hongrie, la Croatie et la Bosnie-Herzégovine.
La Serbie-et-Monténégro est créée en février 2003 comme successeur de la république fédérale de Yougoslavie, union politique formée à la suite de la dislocation de la Yougoslavie à partir de 1990 et de la création de nouveaux États indépendants reconnus internationalement à partir de 1992 (mais seulement en 2003 par les autorités serbo-monténégrines créant leur propre État et mettant fin aux revendications yougoslaves antérieures). L'union est dissoute en juin 2006 quand la république du Monténégro décide de faire sécession. Deux États sont depuis indépendants, Serbie et Monténégro.

## Histoire
La Serbie-et-Monténégro constitue une fédération qui succède en 2003 à la république fédérale de Yougoslavie déjà constituée par Slobodan Milošević, le 27 avril 1992, à partir de la Serbie et du Monténégro, alors anciennes républiques fédérées au sein de république fédérative socialiste de Yougoslavie qui avait éclaté en 1990-1991. Milošević avait appelé « Yougoslavie » cette première union de la Serbie et du Monténégro, pour capter l'image de cette ancienne Yougoslavie dans le monde et entretenir la thèse selon laquelle il avait essayé de la sauver, mais il échoua à la faire reconnaître comme son seul État successeur.
Le gouvernement monténégrin, qui s'était opposé à Milošević entre 1997 et sa chute en septembre 2000, soutenait ouvertement l'indépendance de son pays. L'Union européenne, et notamment le commissaire européen Javier Solana, l'a convaincu de former une fédération moins étroite avec la Serbie, tout en assurant son caractère provisoire ; d'où le sobriquet de « Solanaland » ou « Solanastan » qu'on lui a parfois donné à l'époque. L'accord, signé début 2002 en présence du Haut représentant pour la politique étrangère et de sécurité commune de l'Union européenne, qui a supervisé le processus, prévoit la préservation des politiques communes de libre circulation des biens, des services, des capitaux et des personnes, ainsi qu'une harmonisation des systèmes économiques. Les deux républiques constitutives auront le droit de demander leur pleine indépendance trois ans après l'adoption de la nouvelle Constitution, qui eut lieu le 4 février 2003.
Après cette période probatoire, le 21 mai 2006, un référendum sur l'indépendance du Monténégro est organisé dans cette république, où le camp indépendantiste l'emporte avec 55,5 % des voix.
Un vif débat a concerné la majorité qualifiée de 55 % qui était nécessaire à l'adoption du référendum prévoyant l'indépendance.
Conformément aux résultats de ce référendum, le Parlement du Monténégro adopte le 3 juin 2006 une déclaration d'indépendance qui marque de fait la dissolution de la fédération.
De son côté, le Parlement serbe a adopté le 5 juin 2006 une déclaration faisant officiellement de l'État serbe le successeur de l'ancien État commun, ce qui équivaut de facto à proclamer l'indépendance de la Serbie et à reconnaître celle du Monténégro.
Comme le précise la Constitution de l'ex-État commun, le Monténégro qui quitte la fédération doit céder les sièges que celle-ci détenait auprès des instances internationales (notamment à l'ONU et au Conseil de l'Europe) à la seule Serbie, avant de récupérer de nouveaux sièges en son propre nom au sein des organisations internationales auxquelles elle formulera une demande d'adhésion.
Les ex-ministères fédéraux de la Défense et des Affaires étrangères sont passés sous la tutelle exclusive de l'État serbe.

## Politique
Les anciennes structures étatiques fédérales étaient constituées de :
- Un président élu par le parlement commun ;
- Un Conseil des ministres, chargés respectivement des affaires étrangères, de la défense, des relations économiques internes, des relations économiques externes, des droits de l'homme et des minorités ;
- Un Parlement commun (126 députés élus au suffrage indirect, soit 91 venant de la Serbie et 35 du Monténégro).

## Démographie

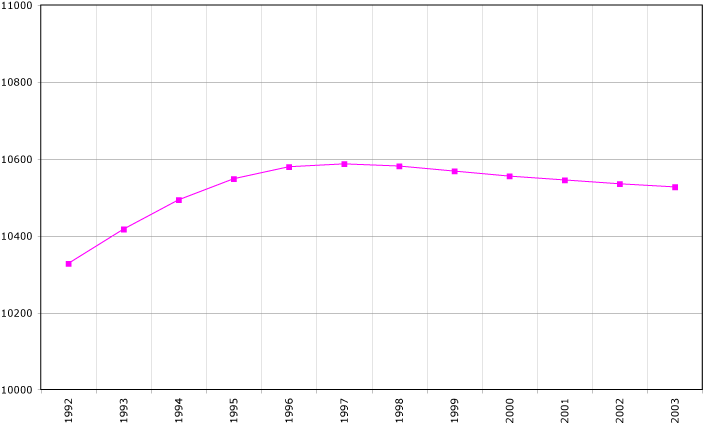
Évolution de la démographie entre 1992 et 2003 (chiffre de la FAO, 2005). Population en milliers d'habitants

Il y avait, fin 2003 en Serbie, 291 403 réfugiés (dont 189 746 de Croatie, 99 785 de Bosnie-Herzégovine, 1 403 de Macédoine du Nord, 437 de Slovénie) et 256 891 « déplacés intérieurs » principalement en raison des tensions au Kosovo. Par ailleurs, selon le Haut Commissariat des Nations unies pour les réfugiés, 296 632 Serbes, Monténégrins et Kosovars sont réfugiés à l'étranger, dont 168 980 en Allemagne.

## Codes

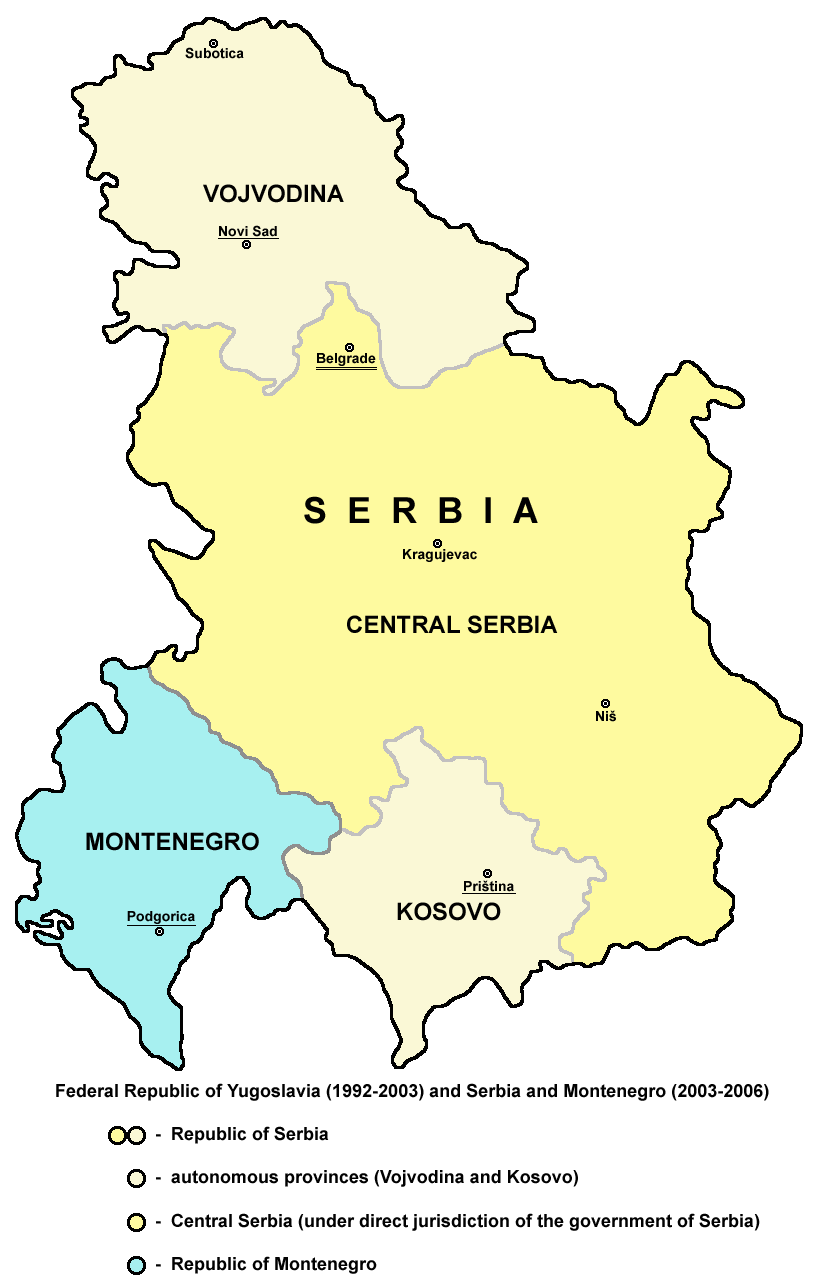
L'union serbo-monténégrine de 1992 à 2006 : en jaune, la Serbie, avec en plus clair les deux provinces autonomes de Voïvodine et du Kosovo ; en bleu, le Monténégro.

La Serbie-et-Monténégro avait pour codes :
- CS, selon la norme ISO 3166-1 alpha-2 (liste des codes pays),
- SCG, selon la norme ISO 3166-1 (liste des codes pays), code alpha-3,
- SCG, selon la liste des codes pays du CIO,
- SCG, selon la liste des codes internationaux des plaques minéralogiques,
- SCG, selon la liste des codes pays utilisés par l'OTAN, code alpha-3,
- YU, selon la liste des codes pays utilisés par l'OTAN, code alpha-2,